# HC Zlonice
HC Zlonice (celým názvem: Hockey Club Zlonice) je český klub ledního hokeje, který sídlí v městysi Zlonice ve Středočeském kraji. Založen byl v roce 1953. Od sezóny 2011/12 působí ve Středočeské krajské soutěži, páté české nejvyšší soutěži ledního hokeje. Klubové barvy jsou červená a černá.
Své domácí zápasy odehrává ve Slaném na tamějším zimním stadionu s kapacitou 3 200 diváků.

## Přehled ligové účasti
Stručný přehled
Zdroj: 
- 2003–2004: Středočeská krajská soutěž (5. ligová úroveň v České republice)
- 2004–2005: Středočeská krajská soutěž – sk. B (5. ligová úroveň v České republice)
- 2005–2007: Středočeská krajská soutěž (5. ligová úroveň v České republice)
- 2007–2009: Středočeský krajský přebor (4. ligová úroveň v České republice)
- 2009–2011: Středočeská krajská liga (4. ligová úroveň v České republice)
- 2011–2017: Středočeská krajská soutěž (5. ligová úroveň v České republice)
- 2017– : Středočeská krajská soutěž – sk. Sever (5. ligová úroveň v České republice)

Jednotlivé ročníky
Zdroj: 
Legenda: ZČ - základní část, červené podbarvení - sestup, zelené podbarvení - postup, fialové podbarvení - reorganizace, změna skupiny či soutěže
| Česko (2003 – ) |                                        |           |           |                                       |              |
| Sezóny          | Soutěž                                 | Úroveň    | ZČ        | Play-off, nadstavba, sk. o udržení... | Poznámky     |
| 2003/04         | Středočeská krajská soutěž             | 5. úroveň | 3. místo  |                                       | Reorganizace |
| 2004/05         | Středočeská krajská soutěž – sk. B     | 5. úroveň | 3. místo  | Finálová skupina (7. místo)           | Reorganizace |
| 2005/06         | Středočeská krajská soutěž             | 5. úroveň | 4. místo  |                                       |              |
| 2006/07         | Středočeská krajská soutěž             | 5. úroveň | 1. místo  |                                       | Postup       |
| 2007/08         | Středočeský krajský přebor             | 4. úroveň | 8. místo  |                                       |              |
| 2008/09         | Středočeský krajský přebor             | 4. úroveň | 12. místo |                                       | Reorganizace |
| 2009/10         | Středočeská krajská liga               | 4. úroveň | 11. místo |                                       |              |
| 2010/11         | Středočeská krajská liga               | 4. úroveň | 12. místo |                                       | Sestup       |
| 2011/12         | Středočeská krajská soutěž             | 5. úroveň | 6. místo  |                                       |              |
| 2012/13         | Středočeská krajská soutěž             | 5. úroveň | 8. místo  |                                       |              |
| 2013/14         | Středočeská krajská soutěž             | 5. úroveň | 4. místo  | Finálová skupina (4. místo)           |              |
| 2014/15         | Středočeská krajská soutěž             | 5. úroveň | 10. místo |                                       |              |
| 2015/16         | Středočeská krajská soutěž             | 5. úroveň | 9. místo  |                                       |              |
| 2016/17         | Středočeská krajská soutěž             | 5. úroveň | 9. místo  |                                       | Reorganizace |
| 2017/18         | Středočeská krajská soutěž – sk. Sever | 5. úroveň | 3. místo  |                                       |              |
| 2018/19         | Středočeská krajská soutěž – sk. Sever | 5. úroveň | 8. místo  |                                       |              |
| 2019/20         | Středočeská krajská soutěž – sk. Sever | 5. úroveň |           |                                       |              |